# Laura Glauser
Laura Glauser (* 20. August 1993 in Besançon, Frankreich) ist eine französische Handballspielerin.

## Karriere

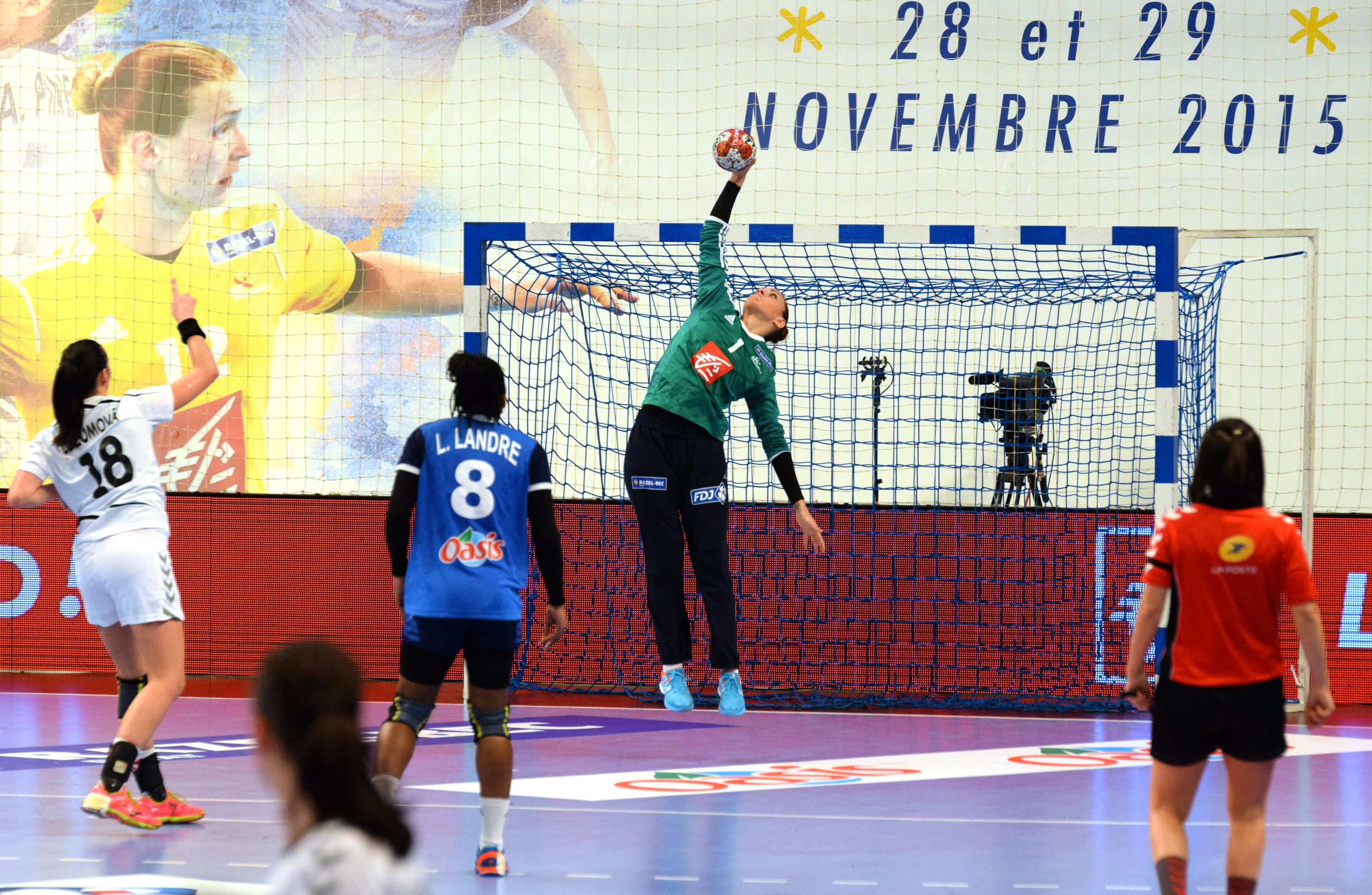
Laura Glauser bei der Abwehr eines Hebers

Laura Glauser begann im Jahre 2005 das Handballspielen beim französischen Verein HBC Val de Saône. Ab 2007 hütete die Torhüterin das Tor von Entente Sportive Bisontine Féminin. Drei Jahre später schloss sie sich dem Erstligisten Metz Handball an. Mit Metz gewann Glauser 2011, 2013, 2014, 2016, 2017 und 2019 die Meisterschaft, 2011 und 2014 den französischen Ligapokal sowie 2013, 2015, 2017 und 2019 den französischen Pokal. Aufgrund ihrer Schwangerschaft legte sie ab September 2017 eine Pause ein. Zur Saison 2020/21 wechselte sie zum ungarischen Verein Győri ETO KC. Mit Győri ETO KC gewann sie 2021 den ungarischen Pokal sowie 2022 die ungarische Meisterschaft. Ab dem Sommer 2022 stand sie beim rumänischen Erstligisten CSM Bukarest unter Vertrag. Mit Bukarest gewann sie 2023 und 2024 die rumänische Meisterschaft sowie 2023 und 2024 den rumänischen Pokal. Seit dem Sommer 2024 läuft sie für den ungarischen Erstligisten Ferencváros Budapest auf. Mit Ferencváros gewann sie 2025 den ungarischen Pokal.
Laura Glauser gehört dem Kader der französischen Nationalmannschaft an. Mit der französischen Équipe nahm die Rechtshänderin 2016 an den Olympischen Spielen in Rio de Janeiro teil und gewann die Silbermedaille. Des Weiteren gewann sie bei der Europameisterschaft 2016 die Bronzemedaille. Zwei Jahre später gewann sie den EM-Titel im eigenen Land.
Glauser gewann bei der Europameisterschaft 2020 die Silbermedaille. Im Turnier stand sie lediglich im Hauptrundenspiel gegen Russland im französischen Aufgebot. Im darauffolgenden Jahr gewann sie bei der Weltmeisterschaft ebenfalls die Silbermedaille. Mit Frankreich gewann sie die Weltmeisterschaft 2023. Zusätzlich wurde sie in das All-Star-Team des Turniers gewählt. Beim Gewinn der Silbermedaille bei den Olympischen Spielen 2024 wurde sie erneut in das All-Star-Team gewählt.